# Mai Hontama
Mai Hontama, nacida el 30 de agosto de 1999, es una tenista japonesa.
Su ranking de individual WTA más alto de su carrera es el 120, logrado el 9 de octubre de 2023. En dobles es el 111, logrado el 23 de octubre del mismo año.
Hontama hizo su debut en el cuadro principal de la WTA en el Torneo WTA 500 de Chicago 2021 (Chicago Fall Tennis Classic 2021), tras clasificarse para el cuadro principal. Llegó a los cuartos de final, tras derrotar a la ex No.4 del mundo Caroline Garcia en la primera ronda, perdiendo solo tres juegos, y después de que Anett Kontaveit se retirara de su partido de segunda ronda. También derrotaría en tres sets a Shelby Rogers en la tercera ronda para alcanzar sus primeros cuartos de final de un torneo WTA.

## Títulos WTA (0; 0+0)

### Dobles (0)
| Leyenda              |
| Grand Slam (0)       |
| Juegos Olímpicos (0) |
| WTA Finals (0)       |
| WTA 1000 (0)         |
| WTA 500 (0)          |
| WTA 250 (0)          |

#### Finalista (1)
| N.º | Fecha                 | Torneos  | Superficie | Pareja              | Oponentes en la final       | Resultado           |
| --- | --------------------- | -------- | ---------- | ------------------- | --------------------------- | ------------------- |
| 1.  | 21 de octubre de 2023 | Monastir | Dura       | Natalija Stevanović | Sara Errani Jasmine Paolini | 6-2, 6-7(4), [6-10] |